# Himalaya-Zeder
Die Himalaya-Zeder (Cedrus deodara) ist eine Nadelbaum-Art aus der Gattung der Zedern (Cedrus) in der Familie der Kieferngewächse (Pinaceae).

## Verbreitung und Standort
Die Himalaya-Zeder ist vom westlichen Nepal bis ins östliche Afghanistan heimisch. Begrenzt ist das Verbreitungsgebiet auf Höhenlagen von 1200 m bis 3000 m. Sie wächst sowohl auf nährstoffarmen, trockenen Standorten aus Kalkstein, als auch auf mäßig sauren Böden.
In Deutschland ist die Himalaya-Zeder nur in den milderen Gebieten winterhart.

## Beschreibung
Bei optimalen Bedingungen erreicht die Himalaya-Zeder Wuchshöhen von bis über 45 Metern. Der Stammdurchmesser erreicht über 2,5 Meter. Die Hauptäste wachsen auffällig horizontal und haben hängende Spitzen. Die biegsamen Nadeln sind mit vier bis fünf Zentimetern die längsten der Zedernarten. Während die Nadeln in der Jugend noch blaugrün sind, werden sie im Alter von etwa 25 Jahren dunkler. An Langtrieben erscheinen die Nadeln einzeln, an Kurztrieben in Büscheln. Auffällig und somit dienlich für eine Artbestimmung ist, dass die Nadelspitzen durchsichtig sind. Die tonnenförmigen Zapfen stehen aufrecht, sind etwa neun Zentimeter groß und fünf bis sechs Zentimeter breit.
Die Chromosomenzahl beträgt 2n = 24.

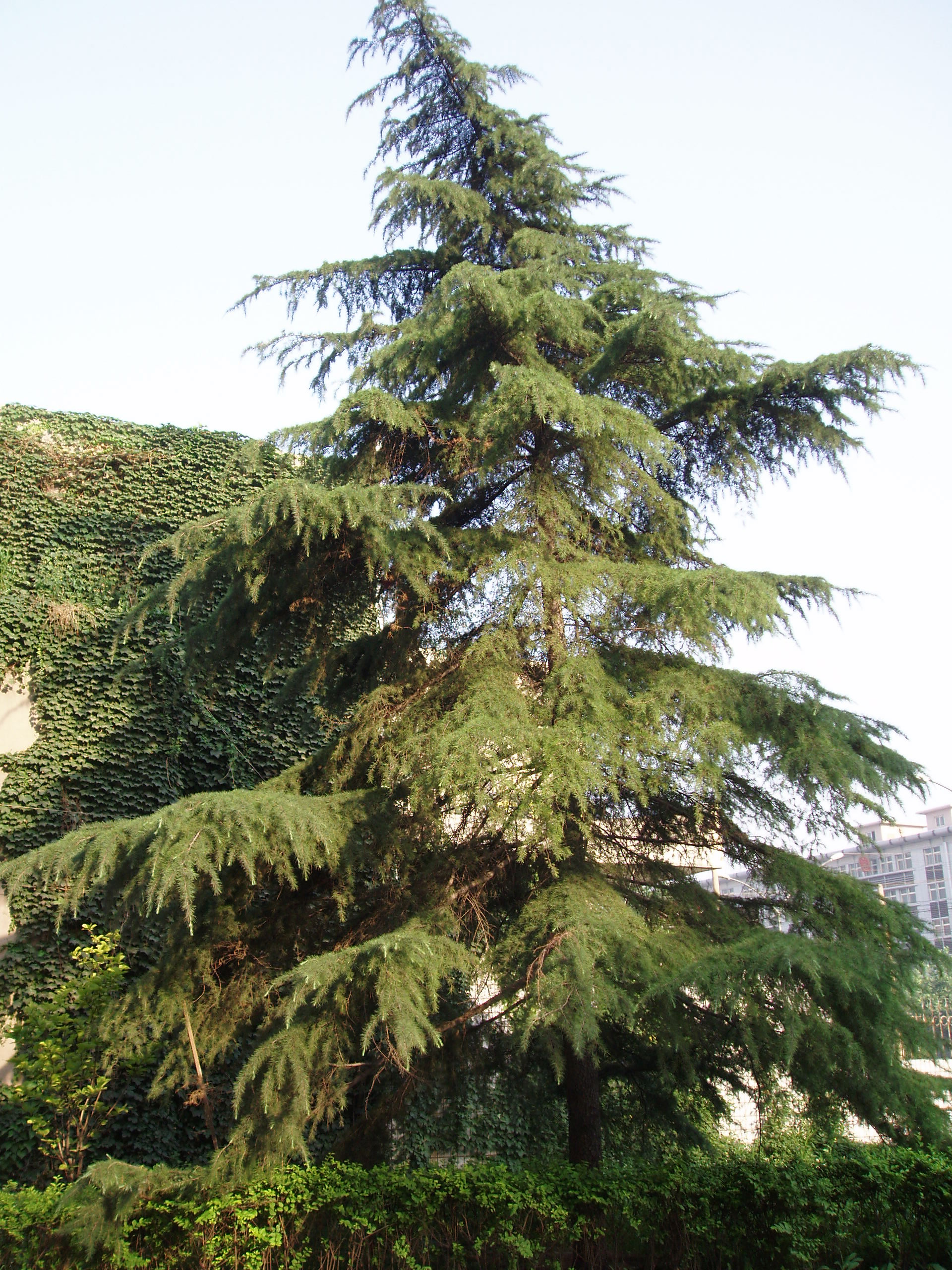
Junger Baum, gepflanzt
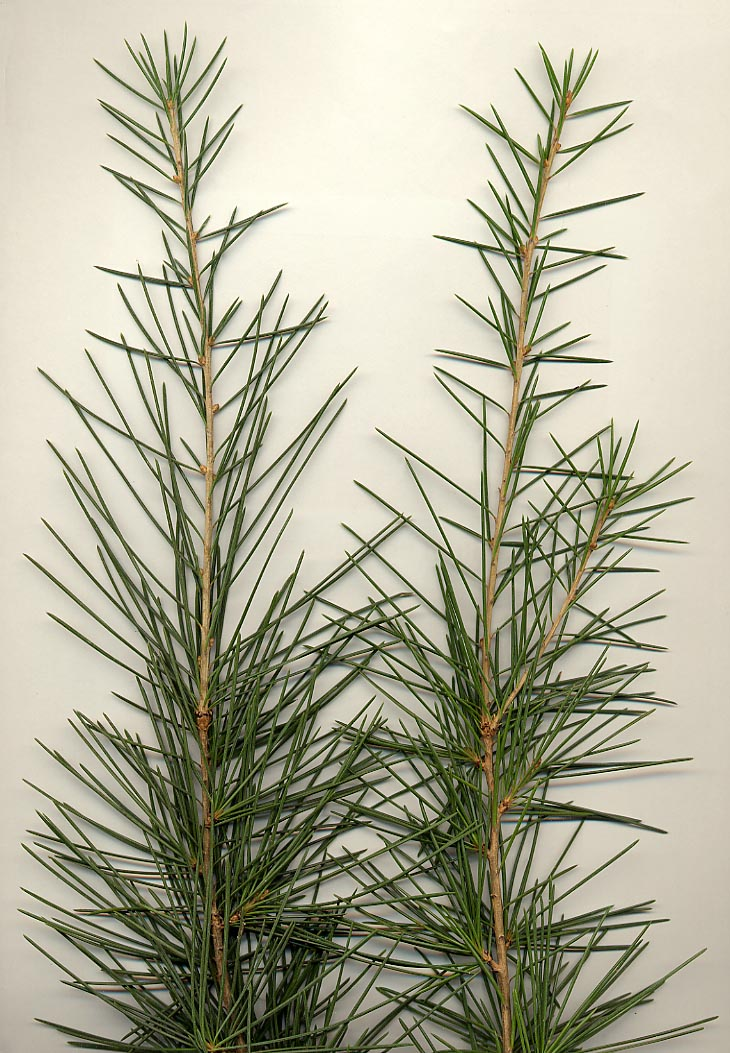
Triebe
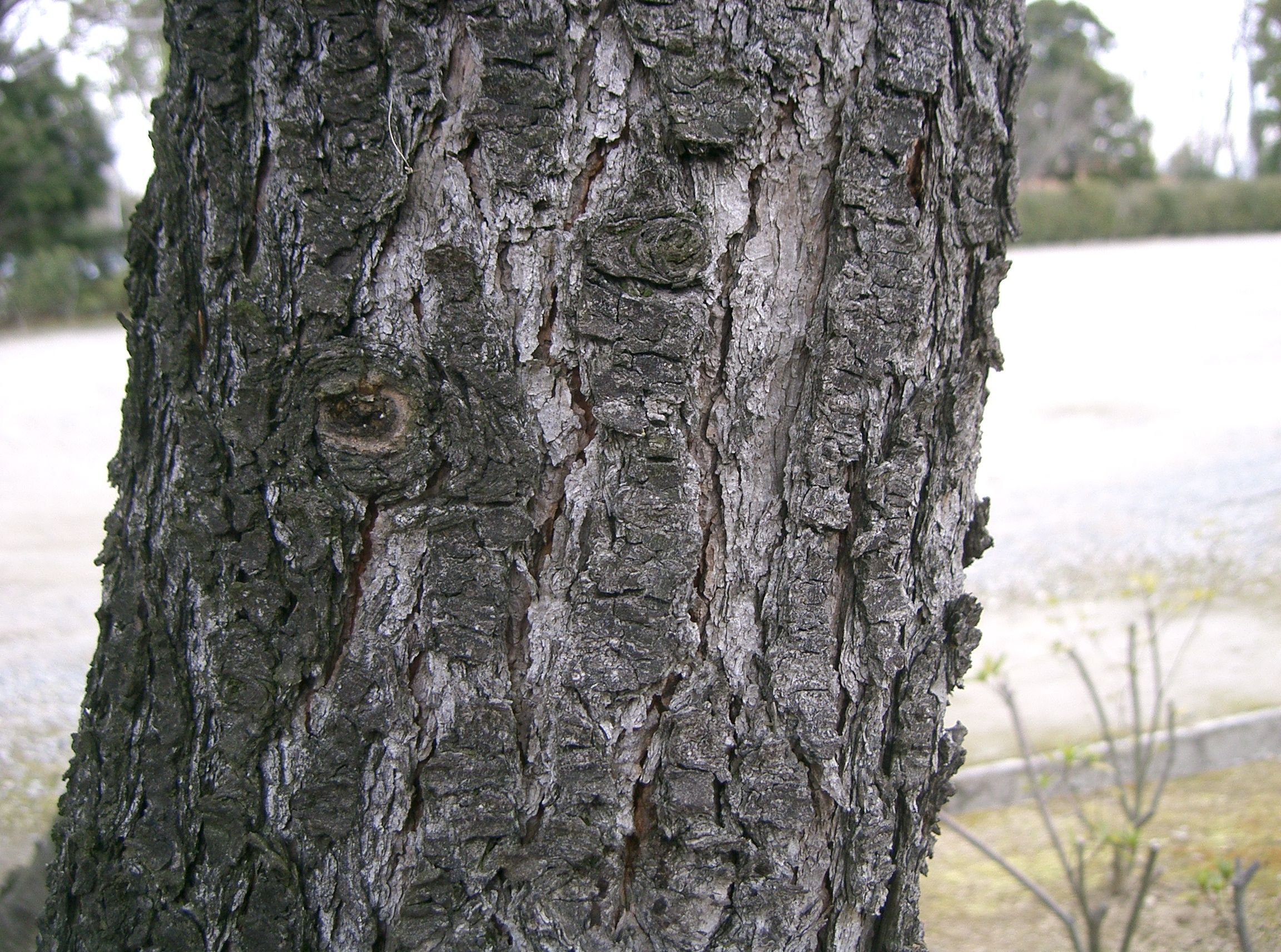
Borke

## Taxonomie
Die Himalaya-Zeder (Cedrus deodara (Roxb. ex D.Don) G.Don) hat folgende Synonyme: Pinus deodara Roxb. ex D.Don, Abies deodara (Roxb. ex D.Don) Lindl., Cedrus libani var. deodara (Roxb. ex D.Don) Hook.f., Cedrus libani subsp. deodora (Roxb. ex D.Don) P.D.Sell, Cedrus indica Chambray.

## Nutzung
Aus dem Holz wird Zedernöl gewonnen.
In Indien wurde das Holz für den Schiffbau verwendet. Aus demselben Grund wurde die Himalaya-Zeder auch in England angebaut. Dieser Versuch schlug allerdings fehl, da die nötige Haltbarkeit so weit im Norden nicht erreicht wurde.
Die Art wurde 1822 als Ziergehölz in Europa eingeführt. In Deutschland leidet sie aber wegen des frühen Austriebs unter Frost, außerdem ist der Austrieb im Frühjahr empfindlich gegenüber Spätfrösten. Sorten mit graublauen bis silbergrauen Nadeln ertragen Frost besser. Für Anpflanzungen empfehlen sich gegen Wintersonne geschützte Lagen.

## Sorten
Man unterscheidet folgende Sorten:
- 'Albospica': Eine nordische Selektion von 1899 mit zunächst hell-cremegelben Nadeln, die sich erst zum Ende der Vegetationsperiode grün färben.
- 'Argenta': In Frankreich gezüchtet und 1866 beschrieben, mit silbrig-grünen Nadeln.
- 'Aurea': 1866 in Großbritannien entstanden, mit zunächst goldgelben, im Sommer mit grünen Nadeln.
- 'Gold Mound': Eine relativ junge, 1982 in Kanada gezüchtete Sorte, die ein stärkeres Breitenwachstum vorweist. Die Nadeln sind in gelblich-grüner Farbe.
- 'Pendula': Eine weit verbreitete, um 1900 in Deutschland gezüchtete Sorte, die fast kriechend am Boden wächst, wenn sie in der Jugend nicht an einem Pfahl hochgezogen wird.
- 'Robusta': Ein Klon aus Großbritannien, 1852 beschrieben; mit eher hängenden Zweigen und hell-blaugrüner Benadlung.
- 'Verticillata': Um 1887 in Frankreich gezüchtet, mit anschaulichen Erscheinungsbild in der Jugend und aufwärts zeigenden Astspitzen.